# 阿尔布埃特-叙索特
阿尔布埃特-叙索特（法語：Arbouet-Sussaute，法語發音：[aʁbwɛt sysot]）是法国大西洋比利牛斯省的一个市镇，属于巴约讷区。该市镇于1842年由原市镇阿尔布埃特（Arbouet）和叙索特（Sussaute）合并而成。

## 地理
阿尔布埃特-叙索特（43°22'13"N, 1°0'5"W）面积14.55 平方千米，位于法国新阿基坦大区大西洋比利牛斯省，该省份为法国东南部省份，涵盖了贝阿恩与北巴斯克，西临大西洋比斯開灣，北至朗德省，东北接热尔省，东临上比利牛斯省，南与西班牙接壤。
与阿尔布埃特-叙索特接壤的市镇（或旧市镇、城区）包括：加巴、阿比坦、阿伊西里茨-卡穆-叙阿斯特、阿尔贝拉茨-锡莱格、欧特维耶勒-圣马丹-比德朗、多姆赞-贝罗特、伊拉尔、奥瑟兰里瓦雷特。
阿尔布埃特-叙索特的时区为UTC+01:00、UTC+02:00（夏令时）。

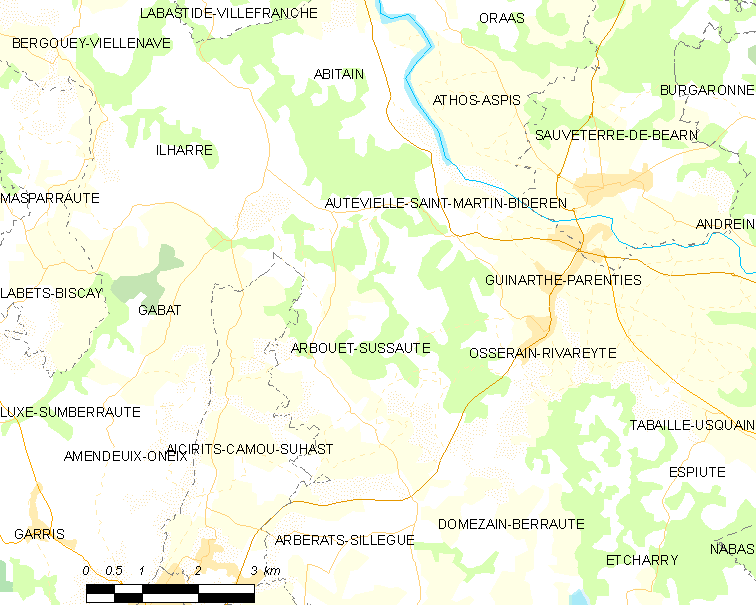
阿尔布埃特-叙索特的OSM定位图

## 行政
阿尔布埃特-叙索特的邮政编码为64120，INSEE市镇编码为64036。

## 政治
阿尔布埃特-叙索特所属的省级选区为比达什地区-阿米库塞-奥斯蒂巴尔县。

## 人口

1962-2008年间阿尔布埃特-叙索特人口变化图示

阿尔布埃特-叙索特于2022年1月1日时的人口数量为312人。